# BREAK OUT! (相川七瀬の曲)
『BREAK OUT!』（ブレイク・アウト）は、相川七瀬の4枚目のシングル。1996年6月5日発売。

## 解説
30万枚以上の売上を記録。自身5番目のヒット曲。
デビュー曲から4作連続、ビーイングスタジオでの制作。

## 収録曲
作曲・編曲：織田哲郎
1. BREAK OUT!
  - 作詞：織田哲郎

スリムビューティハウスCMソング。
『United States Of avex Hits』内においてAnna McMurphyによって英語カヴァーされているほか、デイブ・ロジャースらによるユーロビートリミックスも存在。
2. 今でも…。
  - 作詞：相川七瀬
3. BREAK OUT! （オリジナル・カラオケ）

## 収録アルバム
BREAK OUT!
- Red
- ID
- NANASE AIKAWA BEST ALBUM "ROCK or DIE"
- 青春歌年鑑 総集編

今でも
- Red
- ID